# 松平頼尚
松平 頼尚（まつだいら よりひさ）は、江戸時代中期の陸奥国守山藩世嗣。

## 略歴
元禄15年（1702年）9月21日、2代藩主・松平頼貞の次男として誕生。嫡子だったが廃嫡され、弟・頼寛が代わって嫡子となり、3代藩主となる。
宝暦8年（1758年）4月7日に死去した。享年57。